# Tillandsia boliviensis
Tillandsia paraensis là một loài thuộc chi Tillandsia. Đây là loài đặc hữu của Bolivia.